# Fracție

Un tort cu un sfert îndepărtat. Restul de trei sferturi sunt delimitate de linii punctate și etichetate cu fracția ^{1}/_{4}.

O fracție (din latină fractus = „rupt”) reprezintă o parte dintr-un întreg sau, în general, orice număr de părți egale. În exprimarea obișnuită, o fracție descrie câte părți dintr-o anumită dimensiune există, de exemplu, jumătate, opt cincimi, trei sferturi. O fracție ordinară (exemple: {\displaystyle {\tfrac {1}{2}}} și {\displaystyle {\tfrac {17}{3}}}) constă dintr-un numărător plasat deasupra unei linii (sau înainte de o bară oblică) și un numitor nenul, plasat sub (sau după) linia respectivă. Numărătorii și numitorii sunt folosiți și în fracțiile care nu sunt ordinare, adică fracțiile compuse, fracțiile complexe și numerele mixte.
La fracțiile ordinare pozitive, numărătorul și numitorul sunt numere naturale. Numărătorul reprezintă un număr de părți egale, iar numitorul indică câte dintre aceste părți alcătuiesc întregul (o unitate). Numitorul nu poate fi zero, deoarece părțile de dimensiune zero nu pot alcătui niciodată un întreg. De exemplu, în fracția 3/4 numărătorul 3 indică faptul că fracția reprezintă 3 părți egale, iar numitorul 4 indică faptul că 4 părți alcătuiesc întregul. Imaginea din dreapta ilustrează 3/4 dintr-un tort.
O fracție ordinară reprezintă un număr rațional. Același număr poate fi reprezentat și sub fomă zecimală, ca procent sau cu un exponent negativ. De exemplu, 0,01, 1 % și 10−2 sunt toate egale cu fracția 1/100. Un număr întreg poate fi considerat ca având numitorul implicit „1” (de exemplu 7 este egal cu 7/1).
Alte utilizări ale fracțiilor sunt reprezentarea raporturilor și a operației de împărțire. Astfel, fracția 3/4 poate fi folosită și pentru a reprezenta raportul 3:4 (raportul dintre parte și întreg), și împărțirea 3 : 4 (trei împărțit la patru). Regula numitorului diferit de zero, care se aplică atunci când o fracție reprezintă o împărțire, este un exemplu al regulii conform căreia împărțirea cu zero este nedefinită.
De asemenea, se pot scrie fracții negative, care reprezintă opusele fracțiilor pozitive. De exemplu, dacă 1/2 € reprezintă un profit de jumătate de euro, atunci −1/2 € reprezintă o pierdere de jumătate de euro. Datorită regulilor de împărțire a numerelor cu semn (care afirmă că negativ împărțit la pozitiv este negativ), −1/2, −1/2 și 1/−2 reprezintă aceeași fracție, o jumătate negativă. Și pentru că un negativ împărțit la un negativ produce un pozitiv, −1/−2 reprezintă o jumătate pozitivă.
În matematică, totalitatea numerelor care pot fi exprimate sub forma a/b, unde a și b sunt numere întregi iar b nu este zero, se numește mulțimea numerelor raționale, reprezentată de simbolul {\displaystyle \mathbb {Q} }, care vine de la „quotient” (în română cât). Un număr este un număr rațional tocmai atunci când poate fi scris în acea formă (adică, ca o fracție ordinară). Totuși, termenul de fracție poate fi folosit și pentru a descrie expresii matematice care nu sunt numere raționale. Exemplele acestor utilizări sunt fracțiile algebrice și expresii care conțin numere iraționale, cum ar fi {\textstyle {\frac {\sqrt {2}}{2}}} și π/4.

## Vocabular
Într-o fracție numărul de părți egale indicat este numărătorul (din latină numerātor = care numără), iar numărul total de părți egale din întreg este numitorul (din latină dēnōminātor = care denumește sau desemnează). De exemplu, fracția 8/5 indică opt părți, fiecare dintre acestea fiind „o cincime”. La împărțire, numărătorul corespunde deîmpărțitului iar numitorul împărțitorului.
Informal, numărătorul și numitorul se pot deosebi și prin amplasare, dar în contexte formale sunt de obicei separați printr-o linie de fracție. Linia de fracție poate fi orizontală (ca în 1/3), oblică (ca în 2/5) sau diagonală (ca în 4⁄9).
Dacă numărătorul este 1, fracțiile se exprimă astfel: 1/5 — „o cincime”, 1/6 — „o șesime”, 1/7 — „o șeptime” 1/7 etc. Dacă numărătorul nu este 1, numărătorii se exprimă ca numerale cardinale la genul feminin, iar numitorii la plural, de exemplu 2/5 — „două cincimi”, 3/5 — „trei cincimi" etc. Există excepții pentru numitorul 2, care se exprimă întotdeauna drept „jumătate”, și 4, care se poate exprima drept „sfert" („un sfert”, „trei sferturi”), dar și forma „trei pătrimi” este admisă. În loc de „sutime” adesea se folosește termenul „procent”. În jargonul matematic este admisă și exprimarea numărătorului și numitorului ca numerale cardinale, separate de prepoziția pe: (3/5) — „trei pe cinci” etc.

## Forma fracțiilor

### Fracții ordinare
O fracție ordinară este un număr rațional scris ca a/ b  sau {\displaystyle {\tfrac {a}{b}}}, unde a și b sunt ambele numere întregi. Numitorul (b) nu poate fi zero. Exemple: {\displaystyle {\tfrac {1}{2}}}, {\displaystyle -{\tfrac {8}{5}}}, {\displaystyle {\tfrac {-8}{5}}}, and {\displaystyle {\tfrac {8}{-5}}}. Inițial, denumirea a fost folosită pentru a le deosebi de fracțiile sexagesimale, folosite în astronomie.
Fracțiile ordinare pot fi pozitive sau negative și pot fi subunitare și supraunitare (v. mai jos). Fracțiile compuse, fracțiile complexe, fracțiile mixte și fracțiile zecimale (v. mai jos) nu sunt fracții ordinare, deși, cu excepția cazului în care sunt iraționale, pot fi evaluate ca o fracție ordinară.

### Fracții subunitare și supraunitare
Fracțiile ordinare pot fi clasificate în subunitare (în engleză proper) și supraunitare (în engleză improper). Când numărătorul și numitorul sunt ambii pozitivi, fracția se numește subunitară dacă numărătorul este mai mic decât numitorul și supraunitară în caz contrar. În general, se spune că o fracție ordinară este subunitară dacă modulul ei este strict subunitar, adică dacă fracția este mai mare ca −1 și mai mică decât 1. Se spune că este supraunitară dacă modulul ei este mai mare sau egal cu 1. Exemple de fracții subunitare sunt 2/3, −3/4 și 4/9, iar de fracții supraunitare 9/4, −4/3 și 3/3.

### Inversa unei fracții
Inversa unei fracții este altă fracție, în care numărătorul și numitorul sunt schimbați între ei. de exemplu, inversa lui {\displaystyle {\tfrac {3}{7}}} este {\displaystyle {\tfrac {7}{3}}}. Produsul dintre o fracție și inversa ei este 1, deci inversa uneu fracții este elementul invers al fracției. Inversa unei fracții supraunitare este o fracție supraunitară, iar, cu excepția cazului când numărătorul și numitorul sunt egali, inversa unei fracții supraunitare este o fracție subunitară. În cazul când numărătorul și numitorul sunt egali (de exemplu {\displaystyle {\tfrac {7}{7}}}), valoarea fracției este 1, deci fracția este supraunitară. Inversa sa este identică, deci este și ea supraunitară.
Orice număr întreg poate fi scris ca o fracție cu numitorul 1. De exemplu, 17 poate fi scris ca {\displaystyle {\tfrac {17}{1}}}. Deci orice număr întreg, cu excepția lui zero, are un invers. De exemplu, inversul lui 17 este {\displaystyle {\tfrac {1}{17}}}.

### Raporturi
Un raport este o relație între două sau mai multe numere, care poate fi uneori exprimat ca o fracție. De obicei, un număr de obiecte sunt grupate și comparate printr-un raport, specificând numeric relația dintre fiecare grup. Raporturile sunt exprimate ca „grupul 1 la grupul 2 ... la grupul n”. De exemplu, dacă un lot are 12 vehicule, dintre care
- 2 sunt albe,
- 6 sunt roșii și
- 4 sunt galbene,

atunci raporturile dintre mașinile roșii, albe și galbene sunt de la 6 la 2 la 4. Raportul dintre mașinile galbene și mașinile albe este de 4 la 2 și poate fi exprimat ca 4:2 sau 2:1.
Adesea un raport este convertit într-o fracție atunci când este un raport față de total. În exemplul de mai sus, raportul dintre mașinile galbene și toate mașinile din lot este de 4:12, adică 1:3. Se poate converti această proporție într-o fracție și să se spună că 4/12 sau 1/3 dintre mașinile din lot sunt galbene. Prin urmare, dacă o s-a ales în mod aleatoriu o mașină din lot, atunci există una din trei șanse că ar fi galbenă (probabilitatea să fie galbenă este 1/3).

### Fracții zecimale și procente
O fracție zecimală este o fracție al cărei numitor nu este dat în mod explicit, dar se subînțelege că este o putere întreagă a lui zece. Fracțiile zecimale sunt exprimate în mod obișnuit folosind notația zecimală în care numitorul implicit este determinat de numărul de cifre din dreapta unui separator zecimal, al cărui aspect — de exemplu, o virgulă, un punct sau un punct de mijloc (•) — depinde de convențiile locale. Astfel, pentru 0,75, numărătorul este 75, iar numitorul implicit este de 10 la puterea a doua, adică 100, deoarece există două cifre la dreapta separatorului zecimal. La numerele zecimale supraunitare, cum ar fi 3,75, partea fracționară a numărului este exprimată prin cifrele din dreapta separatorului zecimal (cu o valoare de 0,75 în acest caz). 3,75 poate fi scris fie ca o fracție supraunitară, 375/100, fie ca o fracție mixtă, {\displaystyle 3{\tfrac {75}{100}}}.
Fracțiile zecimale pot fi exprimate și prin notația științifică⁠(d) cu exponenți negativi, cum ar fi 6.023×10−7, care reprezintă 0,0000006023. 10−7 reprezintă numitorul 107. Împărțirea la 107 mută separatorul zecimal cu 7 poziții la stânga.
Fracțiile zecimale cu infinit de multe cifre la dreapta separatorului zecimal reprezintă o serie infinită. De exemplu 1/3=0,333... reprezintă seria infinită 3/10 + 3/100 + 3/1000 + ...
Un alt tip de fracție este procentul (din latină per centum = „la sută”), reprezentat de simbolul „%”, în care numitorul implicit este întotdeauna 100. Astfel, 51 % înseamnă 51/100. Procentele mai mari de 100 sau mai mici de zero sunt tratate în același mod, de ex. 311 % este egal cu 311/100 și −27 % este egal cu −27/100.
Conceptul înrudit de promilă (din latină per mille = dintr-o mie) sau părți la mie are numitorul implicit 1000. Există și alte notații ale părților, cum ar fi „75 ppm” (părți pe milion), la care proporția este de 75/1 000 000.
Când se utilizează fracții ordinare și când fracții zecimale este o chestiune de gust și context. Fracțiile ordinare sunt utilizate cel mai adesea atunci când numitorul este relativ mic. În calculele mentale⁠(d) este mai ușor de înmulțit 16 cu 3/16 decât să se facă același calcul folosind echivalentul zecimal al fracției (0,1875). Și este mai precis să se înmulțească 15 cu 1/3, de exemplu, decât să se înmulțească 15 cu orice aproximare zecimală a unei treimi. Valorile monetare sunt de obicei exprimate ca fracții zecimale cu numitorul 100, adică cu două zecimale, de exemplu 3,75 euro. Totuși, în moneda britanică anterioară trecerii la valori zecimale, șilingii și pence au primit deseori forma (dar nu semnificația) unei fracții, ca de exemplu 3/6 (se citește „trei și șase”) care înseamnă 3 șilingi și 6 pence și neavând nicio relație cu fracția 3/6.

### Fracții mixte
O fracție mixtă este o notație tradițională a sumei unui număr întreg diferit de zero și a unei fracții subunitare având același semn. Este utilizată în principal la măsurările în sistemul anglo-saxon de unități: de exemplu {\displaystyle 2{\tfrac {3}{16}}} țoli. Măsurătorile științifice utilizează aproape invariabil notația zecimală. Suma este implicită fără utilizarea unui operator vizibil, cum ar fi „+”. De exemplu, pentru două torturi întregi și trei sferturi dintr-un alt tort, numerele care exprimă partea întreagă și cea fracțională a torturilor sunt scrise unul lângă altul sub forma {\displaystyle 2{\tfrac {3}{4}}} în loc de notația neambiguă {\displaystyle 2+{\tfrac {3}{4}}.} Fracțiile mixte negative, ca {\displaystyle -2{\tfrac {3}{4}}}, sunt tratate drept {\displaystyle -(2+{\tfrac {3}{4}}).} Formal, această tradiție este în conflict cu notațiile din algebră, unde simbolurile adiacente, fără un operator intermediar explicit exprimă un produs. În expresia {\displaystyle 2x}, operația „subînțeleasă” este înmulțirea. Dacă {\displaystyle x} este înlocuit cu, de exemplu, fracția {\displaystyle {\tfrac {3}{4}}}, pentru a evita apariția unui număr mixt înmulțirea „subînțeleasă” trebuie înlocuită cu înmulțirea explicită.
Când intenția este înmulțirea, {\displaystyle 2{\tfrac {b}{c}}} trebuie scrisă ca
{\displaystyle 2\cdot {\tfrac {b}{c}},\quad } sau {\displaystyle \quad 2\times {\tfrac {b}{c}},\quad } sau {\displaystyle \quad 2\left({\tfrac {b}{c}}\right),\;\ldots }
O fracție supraunitară poate fi convertită într-o fracție mixtă în modul următor:
1. Folosind împărțirea cu rest, se împarte numărătorul la numitor. De exemplu la {\displaystyle {\tfrac {11}{4}}} se împarte 11 la 4, rezultă 2, rest 3.
2. Câtul (fără rest) devine numărul întreg al fracției mixte. Restul devine numărătorul părții fracționare.
3. Noul numitor este același cu numitorul fracției supraunitare, în exemplul dat, 4. Deci {\displaystyle {\tfrac {11}{4}}=2{\tfrac {3}{4}}}.